# Jacob Umaga
Pour les articles homonymes, voir Umaga.

a Compétitions nationales et continentales officielles uniquement.

b Matchs officiels uniquement.
Dernière mise à jour le 19 juillet 2025.
Jacob Umaga, né le 8 juillet 1998 à Halifax (Angleterre), est un joueur international anglais puis international samoan de rugby à XV évoluant principalement au poste de demi d'ouverture avec le Benetton Trévise en United Rugby Championship depuis 2022. 
Son père, Mike Umaga, est également international samoan et son oncle, Tana Umaga, est international néo-zélandais.

## Biographie
Jacob Umaga naît le 8 juillet 1998 à Halifax en Angleterre. Son père, Mike Umaga, est un joueur international samoan de rugby à XV, tandis que son oncle, Tana Umaga, est un All Black,.
Durant la saison 2019-2020, Jacob Umaga se révèle aux Wasps et prend la place de titulaire à l'ouverture, mettant sur le banc des remplaçants Billy Searle et Lima Sopoaga,. Après de très bonnes performances, il prolonge son contrat dès le mois de novembre 2019. Ensuite, les Wasps atteignent la finale du Championnat d'Angleterre et affronte les Exeter Chiefs. Pour cette rencontre, Jacob Umaga est titulaire à l'ouverture mais son équipe est battue 19 à 13,. À l'issue de cette saison, il est retenu dans l'équipe type de Premiership.
Début juillet 2021, il fait ses débuts internationaux en équipe d'Angleterre contre les États-Unis.
À la suite du placement en redressement judiciaire et donc à la liquidation des Wasps le 17 octobre 2022, tous les membres du club sont licenciés. Il rejoint alors le Benetton Trévise jouant en United Rugby Championship et y signe un contrat allant jusqu'en 2024,.
Courant juin 2025, il est sélectionné pour la première fois en équipe des Samoa après être devenu éligible pour changer de sélection nationale au bout de trois ans sans avoir été convoqué par l'Angleterre. Le 18 juillet suivant, il fait ses débuts avec les Manu Samoa contre l'équipe d'Écosse, dans un match perdu 12 à 41.

## Famille
Jacob Umaga vient d'une famille constituée de nombreux joueurs de rugby à XV de haut niveau. Son père, Mike Umaga, est international samoan et son oncle, Tana Umaga, est international néo-zélandais tout comme leur cousin Jerry Collins. Ses autres cousins sont Peter Umaga-Jensen, également international néo-zélandais, et Thomas Umaga-Jensen (en), frère jumeau de Peter, joueur professionnel. Jack Umaga (en), un autre cousin, est quant à lui international roumain, alors que Tu Umaga-Marshall (en) est également un joueur professionnel.

## Palmarès

### En club et province
- Vainqueur du Championnat des provinces néo-zélandaises en 2018 avec Auckland.
- Finaliste du Championnat d'Angleterre en 2020 avec les Wasps.

### En sélection nationale
- Vainqueur du Tournoi des Six Nations des moins de 20 ans en 2017 avec l'équipe d'Angleterre des moins de 20 ans.
- Finaliste du Championnat du monde junior en 2017 et 2018 avec l'équipe d'Angleterre des moins de 20 ans.

### Distinctions personnelles
- Membre de l'équipe type du Championnat d'Angleterre en 2020.